# Нарьян-Мар (порт)
Порт Нарьян-Мар — морской порт города Нарьян-Мара, расположенный в 110 километрах от устья реки Печора, впадающей в Печорскую губу Баренцева моря. Морской порт Нарьян-Мар не имеет связи с железнодорожной сетью России. Ближайшая железнодорожная станция Усинск находится на расстоянии 350 км.
Порт Нарьян-Мар включает в себя терминалы: морской терминал Нарьян-Мар и морской терминал Амдерма.
Навигация в порту длится 4—5 месяцев, начиная с середины июня по октябрь, а до середины ноября возможна ледокольная проводка.
Входные подходы к порту имеют протяженность 125,7 км и состоят из естественного фарватера, и из искусственных каналов с глубинами от 4,7 до 5,2 метра. Порт доступен для судов с осадкой до 3,9 м, длиной не более 114 м, шириной до 14 м. В порту имеется 4 причала общей длиной 384,55 метров, с глубинами у причальных стенок до 6,0 метра. Обработка судов в порту производится как у причалов, так и на рейде. Глубина в местах рейдовой обработки от 7 до 10 метров.

## Операторы порта
Перевалкой грузов в порту Нарьян-Мар занимаются ОАО «Нарьян-Марский морской торговый порт» и ООО «НАО АрктикПорт» (оператор удаленного морского терминала Амдерма). Причалы порта оснащены 6 портальными кранами Ganz грузоподъемностью от 6 до 30 т. При производстве грузовых работ используются также плавучие краны грузоподъемностью соответственно 21 и 16 тонн, В порту может производится перегрузка грузов массой одного места не более 20 тонн.

## Администрация порта
Администрация морского порта — Нарьян-Марский филиал Федерального государственного бюджетного учреждения «Администрация морских портов Западной Арктики»).

## История
В 1843 году купец и путешественник Василий Латкин исследовал Печорский край, в ходе исследований была доказана возможность строительства порта в устье Печоры.
Решение о строительстве нового города и порта на Печоре было принято на совещании состоявшемся на борту парохода «Умба» 7 октября 1929 года у причала Белощелья. На совещании присутствовали: главный инженер Архпорта В. В. Дембовецкий, начальник Севпортиза (Бюро Северных Портовых изысканий) Г. Я. Наливайко, председатель Ненецкого окрисполкома И. А. Корионов, директор лесозавода № 51 «Комилес» Долгобородов и другие. На совещании обсуждались вопросы о намеченных в 1930-м году порто-строительных работах в устье Печоры, и о мерах по обеспечению этих работ, рабочей силой, строительными материалами и продовольствием.
По итоговым документам совещания на борту парохода «Умба» 4 сентября 1931 года в Белощелье состоялось заседание комиссии Архангельского крайкома ВКП(б) и крайисполкома Северного края. Слушали единственный вопрос — «О строительстве Печорского порта». Было принято решение к началу навигации 1932 года построить 100 пог. м. причалов, а к сентябрю 1932 года ещё 150 пог. м. Главной причиной строительных преобразований было открытие геологом Г. А. Черновым в 1930 году Воркутинского месторождения угля. Для доставки угля к потребителю, а также грузов для строительства воркутинских шахт существовал только один путь — через Печорский порт. Так образовался рабочий посёлок и морской порт Нарьян-Мар (Красный город). 27 октября 1931 года подписан приказ № 1 о вступлении в должность начальника порта Михаила Иоисеевича Моисеева и формирования штатного расписания порта..
Нарьян-марский морской торговый порт — дочерняя компания Ненецкой нефтяной компании.

## Флот
Портовый флот состоит из 4 служебно-вспомогательных судов и плавкранов

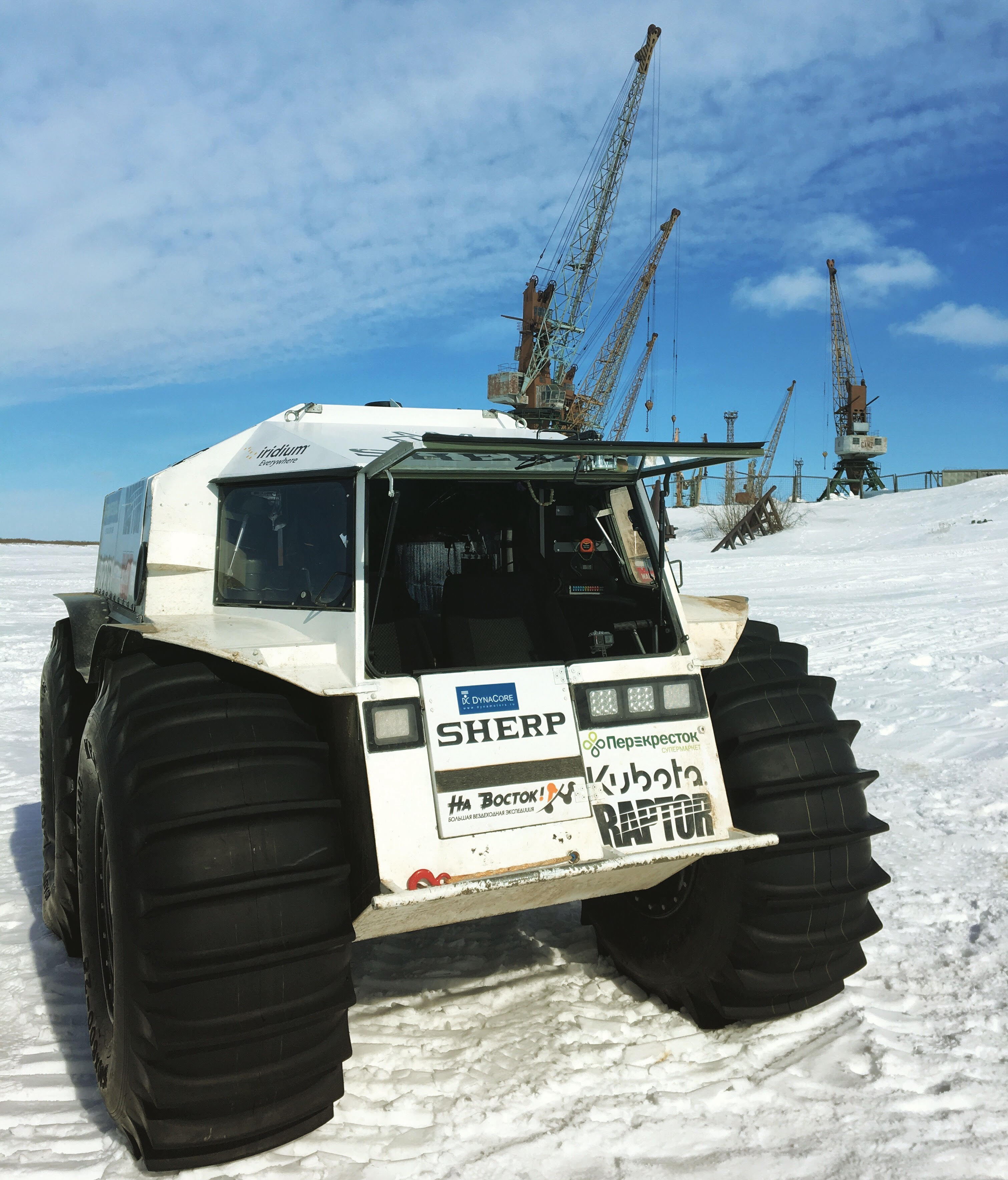
Снегоболотоход Шерп около порта города Нарьян-Мар (2017)

## Терминалы
Общее количество причалов — 6. Морской порт включает в себя морской терминал Амдерма, расположенный на реке Амдерминка в юго-западной части Карского моря в границах акватории Северного морского пути.
Основные операторы морских терминалов:
- Нарьян-Марский морской торговый порт — 4
- НАО АрктикПорт — 2 (перевалка навалочных и контейнерных грузов)